# 속삭임 (만화)
《속삭임》(일본어: ささめきこと 사사메키 고토[*])는 일본의 백합 만화이다. 이케타 타카시가 글을 쓰고 그림을 그렸다. 미디어 펙토리의 청년 만화 잡지 "월간 코믹 얼라이브"에서 2007년 5월부터 2011년 9월까지 연재되었고, 9권의 단행본이 발매되었다. 북미에서는 One Peace Books에 의해 라이선스되었다. 또한, 13화 분량의 애니메이션도 출시되었는데, AIC가 제작을 맡았고 2009년 10월 7일부터 12월 30일까지 TV 도쿄에서 방영되었다. 이 만화는 남녀공학 고등학교에 다니는 15살 소녀 무라사메 스미카에 대해 다루는데, 스미카는 그녀의 가장 친한 여자인 친구인 카자마 우치노와 비밀스런 사랑에 빠졌다. 우시노도 소녀를 좋아하기는 하지만, 오직 "귀엽고 조그마한" 소녀를 좋아할 뿐이다. 반면에 스미카는 크고, 스포츠를 잘하고 부끄럽기보다는 활달하다.